# David L. Wolper
David Lloyd Wolper (Nova York, 11 de gener de 1928 – Beverly Hills, 10 d'agost de 2010) va ser un productor de cinema i de televisió estatunidenc.

## Vida artística
Va produir sèries i pel·lícules com a Roots, The Thorn Birds, North and South, L.A. Confidential, i Un món de fantasia (1971). ambé va produir nombrosos documentals i sèries com a Biography (1961-63), The Rise and Fall of the Third Reich (TV), Appointment with Destiny, This is Elvis, Four Days in November, Imagine: John Lennon, Visions of Eight (1973), entre d'altres. Va dirigir el 1959 el documental The Race for Space, que va ser nominat a un Oscar. La seva pel·lícula de 1971 (com a productor executiu) sobre l'estudi dels insectes The Hellstrom Chronicle va guanyar un Oscar.
Pel seu treball en televisió, el 1988 va rebre la seva estrella al Television Hall of Fame. El seu treball anterior a 1968 és propietat de la col·lecció de Cube Entertainment (abans International Creative Exchange), la col·lecció posterior a 1970 és propietat de Warner Bros.
El 13 de març de 1974, una del seus equips que filmava una història del National Geographic Society  sobre l'Australopithecus a la Mammoth Mountain Ski Area va morir quan el seu Corvair 440 de Sierra Pacific Airlines va caure a les White Mountains (Califòrnia) poc després de l'enlairament de l'aeroport d'Eastern Sierra a Bishop (Califòrnia), matant els 35 que anaven a bord, inclosos els 31 membres de l'equip de Wolper. El segment filmat es va recuperar de l'accident i es va emetre a la sèrie de televisió Primal Man. La causa de l'accident encara no s'ha resolt.
Wolper va morir el 10 d'agost de 2010 de malaltia cardíaca i les complicacions de la malaltia de Parkinson a la seva casa de Beverly Hills als 82 anys. Wolper va ser sobreviscut per la seva esposa de 36 anys Glorida, els seus 3 fills d'un anterior matrimoni, Mark i Wolper Michael i la seva filla Leslie. Li sobreviuen també 10 nets.

## Produccions
La seva empresa va participar en les següents produccions. Va ser distribuïdor dels primers programes i es va convertir en productor executiu de The Race for Space el 1958.
| Year      | Show                                                           |
| 1949      | Funny Bunnies (36 episodis)                                    |
| 1953      | Superman (90 episodis)                                         |
| 1954      | Baseball Hall of Fame (75 episodis)                            |
| 1954      | O.S.S. (32 episodis)                                           |
| 1954      | Grand Ole Opry (39 episodis)                                   |
| 1955      | Congressional Investigator (26 episodis)                       |
| 1958      | Men from Boys - The First Eight Weeks                          |
| 1958      | The Race for Space                                             |
| 1959      | Project: Man in Space                                          |
| 1960      | Hollywood: The Golden Years                                    |
| 1961      | Biography of a Rookie: The Willie Davis Story                  |
| 1961      | The Rafer Johnson Story                                        |
| 1962      | Hollywood: The Great Stars                                     |
| 1962      | Hollywood: The Fabulous Era                                    |
| 1962      | D-Day June 6, 1944                                             |
| 1962      | Biography                                                      |
| 1962–1963 | Story of...                                                    |
| 1963      | Hollywood and the Stars                                        |
| 1963      | Escape to Freedom                                              |
| 1963      | Kreboizen and Cancer: Thirteen Years of Bitter Conflict        |
| 1963      | The Passing Years: Rework of Story of a Year 1927              |
| 1963      | The Making of the President, 1960                              |
| 1963–1964 | Specials for United Artists                                    |
| 1964      | The Legend of Marilyn Monroe                                   |
| 1964      | The Quest for Peace                                            |
| 1964      | A Thousand Days: A Tribute to John Fitzgerald Kennedy          |
| 1964      | Men in Crisis                                                  |
| 1965      | Four Days in November                                          |
| 1965      | France: Conquest to Liberation                                 |
| 1965      | Korea: The 38th Parallel                                       |
| 1965      | Prelude to War (Beginning of World War II)                     |
| 1965      | Japan: A New Dawn over Asia (Japan in the 20th Century)        |
| 1965      | 007: The Incredible World of James Bond                        |
| 1965      | Let My People Go: The Story of Israel                          |
| 1965      | October Madness: The World Series                              |
| 1965      | Race for the Moon                                              |
| 1965      | Miss Television U.S.A.                                         |
| 1965      | The Really Big Family: The Duke of Seattle & Their 18 Children |
| 1965      | Revolution in Our Time                                         |
| 1965      | The Bold Men                                                   |
| 1965      | The General                                                    |
| 1965      | The Teenage Revolution                                         |
| 1965      | The Way Out Men                                                |
| 1965      | In Search of Man                                               |
| 1965      | Pro Football: Mayhem On A Sunday Afternoon                     |
| 1965      | Revolution in the 3 R's                                        |
| 1965      | The Thin Blue Line                                             |
| 1965      | In Search of Man                                               |
| 1965      | Silent Partners                                                |
| 1965–1966 | The March of Time                                              |
| 1965–1975 | National Geographic Society Specials                           |
| 1966      | The Making of the President, 1964                              |
| 1966      | Wall Street Where the Money Is                                 |
| 1966      | A Funny Thing Happened on the Way to the White House           |
| 1966      | Destination Safety                                             |
| 1966      | China: Roots of Madness                                        |
| 1966–1968 | The World of Animals                                           |
| 1967      | The Big Land                                                   |
| 1967      | A Nation of Immigrants                                         |
| 1967      | Untamed World                                                  |
| 1967      | A Funny Thing Happened on the Way to Hollywood                 |
| 1967      | Movin' with Nancy                                              |
| 1967–1968 | Do Blondes Have More Fun?                                      |
| 1967–1968 | The Undersea World of Jacques Cousteau                         |
| 1968      | Rise and Fall of the Third Reich                               |
| 1968      | The Dangerous Years                                            |
| 1968      | California                                                     |
| 1968      | With Love, Sophia                                              |
| 1968      | Monte Carlo: C'est La Rose                                     |
| 1968      | Sophia: A Self Portrait                                        |
| 1968      | The Highlights of the Ice Capades 1968                         |
| 1968      | On the Trail of Stanley and Livingstone                        |
| 1968      | Hollywood: The Selznick Years                                  |
| 1968      | The Devil's Brigade                                            |
| 1968      | The Making of the President, 1968                              |
| 1969      | The Bridge at Remagen                                          |
| 1969      | If It's Tuesday, This Must Be Belgium                          |
| 1969      | Los Angeles: Where It's At                                     |
| 1970      | The Unfinished Journey of Robert F. Kennedy                    |
| 1970      | I Love My Wife                                                 |
| 1970–1972 | The Plimpton Specials                                          |
| 1971      | Say Goodbye                                                    |
| 1971      | They've Killed President Lincoln                               |
| 1971      | The Hellstrom Chronicle                                        |
| 1971      | Un món de fantasia                                             |
| 1971–1973 | Appointment With Destiny                                       |
| 1972      | King, Queen, Knave                                             |
| 1972      | One Is a Lonely Number                                         |
| 1972      | Here Comes Tomorrow: The Fear Fighters                         |
| 1972      | Republican Party films                                         |
| 1972      | Make Mine Red, White and Blue                                  |
| 1972      | Top of The Month (3 especials de mitja hora)                   |
| 1972      | Of Thee I Sing                                                 |
| 1972–1973 | The Explorers                                                  |
| 1973      | The 500 Pound Jerk                                             |
| 1973      | Wattstax                                                       |
| 1973      | Visions of Eight                                               |
| 1973–1974 | Primal Man Specials                                            |
| 1973–1975 | The American Heritage Specials                                 |
| 1974      | This Week In The NBA (Sèries de 20 mitges hores)               |
| 1974      | NBA Game of the Week Featurettes                               |
| 1974      | Get Christie Love!                                             |
| 1974      | Judgment Specials                                              |
| 1974      | The Morning After                                              |
| 1974      | Unwed Father                                                   |
| 1974      | Men of the Dragon                                              |
| 1974      | The First Woman President                                      |
| 1974      | Love from A to Z                                               |
| 1974      | Birds Do It, Bees Do It                                        |
| 1974      | The Animal Within                                              |
| 1974      | Yes, Virginia, there is a Santa Claus                          |
| 1974–1975 | Get Christie Love!                                             |
| 1974–1975 | Smithsonian Specials                                           |
| 1974–1975 | Sandburg's Lincoln                                             |
| 1974–1976 | Chico and the Man                                              |
| 1975      | Death Stalk                                                    |
| 1975      | I Will Fight No More Forever                                   |
| 1975–1976 | Welcome Back, Kotter                                           |
| 1976      | Brenda Starr                                                   |
| 1976      | Collision Course                                               |
| 1976      | Celebration: The American Spirit                               |
| 1976      | The Unexplained                                                |
| 1976      | Victory At Entebbe                                             |
| 1976      | Mysteries of the Great Pyramids                                |
| 1977      | Roots                                                          |
| 1978      | Roots: One Year Later                                          |
| 1978      | Roots: The Next Generations                                    |
| 1980      | Moviola                                                        |
| 1981      | The Man Who Saw Tomorrow                                       |
| 1981      | This Is Elvis                                                  |
| 1981      | Hollywood: The Gift of Laughter                                |
| 1981      | Small World                                                    |
| 1981      | Murder Is Easy                                                 |
| 1982      | The Mystic Warrior                                             |
| 1982      | Casablanca                                                     |
| 1983      | The Thorn Birds                                                |
| 1984      | XXIIIrd Olympiad, Los Angeles 1984                             |
| 1984      | His Mistress                                                   |
| 1985      | North and South                                                |
| 1986      | North and South: Book II                                       |
| 1986      | Liberty Weekend                                                |
| 1987      | The Betty Ford Story                                           |
| 1987      | Napoleon and Josephine: A Love Story                           |
| 1988      | What Price Victory                                             |
| 1988      | Imagine: John Lennon                                           |
| 1988      | Roots: The Gift                                                |
| 1989      | The Plot to Kill Hitler                                        |
| 1989      | Murder in Mississippi                                          |
| 1990      | Warner Bros. Celebration of Tradition, June 2, 1990            |
| 1990      | Dillinger                                                      |
| 1990      | When You Remember Me                                           |
| 1991      | Best of the Worst                                              |
| 1991      | Bed of Lies                                                    |
| 1992      | Celebrations                                                   |
| 1992      | Fatal Deception: Mrs. Lee Harvey Oswald                        |
| 1993      | Celebration of a Life: Steven J. Ross Chairman of Time Warner  |
| 1993      | The Flood: Who Will Save Our Children?                         |
| 1994      | Heaven and Hell: North and South Book III                      |
| 1994      | On Trial                                                       |
| 1994      | Golf - The Greatest Game                                       |
| 1994      | Heroes of the Game                                             |
| 1994      | Without Warning                                                |
| 1994      | Murder in the First                                            |
| 1995      | Prince for a Day                                               |
| 1996      | The Thorn Birds: The Missing Years                             |
| 1996      | Surviving Picasso                                              |
| 1997      | L.A. Confidential                                              |
| 1998      | Terror at the Mall                                             |
| 1998      | Warner Bros. 75th Anniversary Show                             |
| 1998      | A Will of Their Own                                            |
| 1998      | Confirmation                                                   |
| 1998      | Legends, Icons and Superstars                                  |
| 1999      | To Serve and Protect                                           |
| 1999      | Celebrate the Century                                          |